# Bernardo Celentano

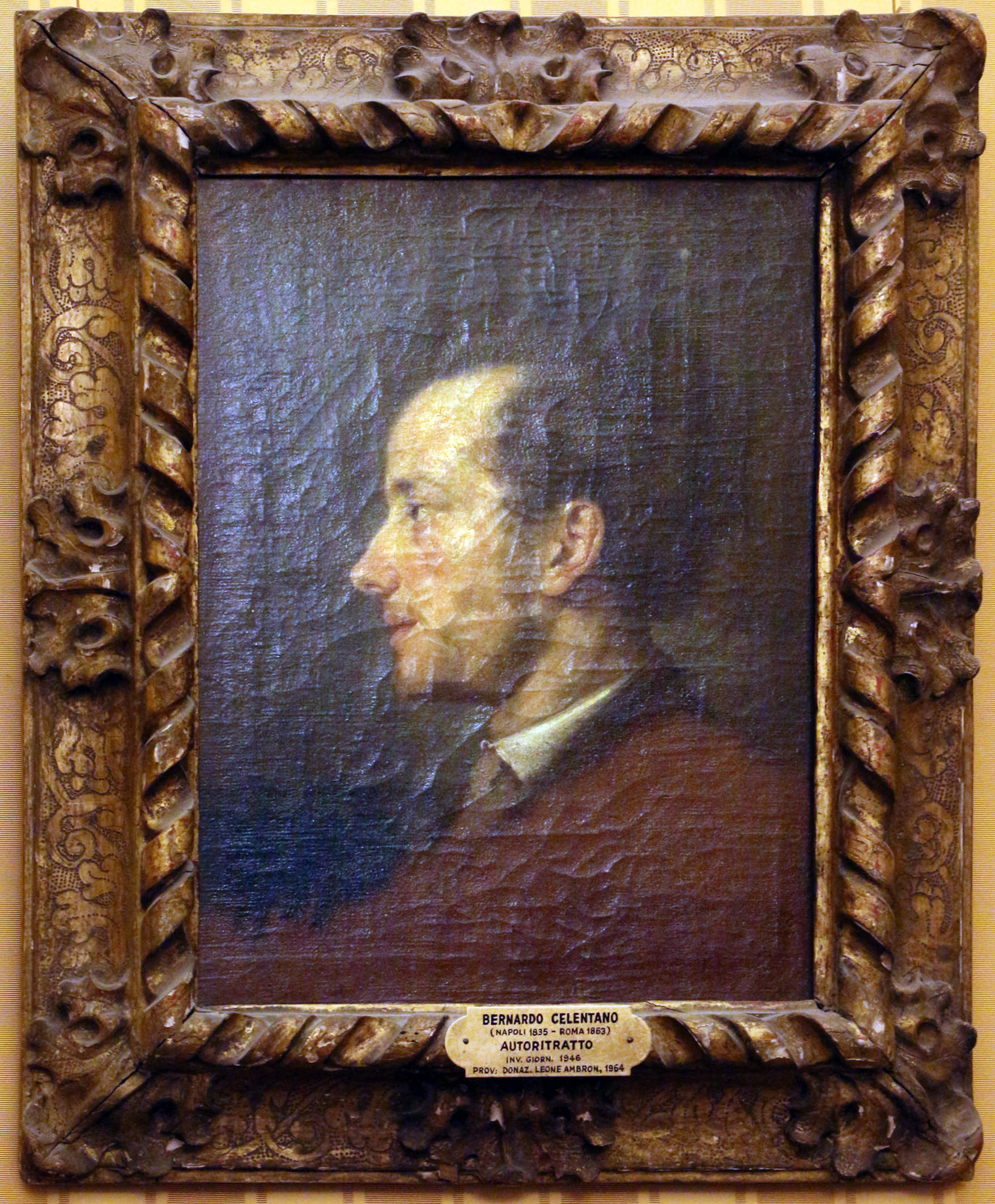
Selbstporträt Celentanos

Bernardo Celentano (* 23. Februar 1835 in Neapel; † 28. Juli 1863 in Rom) war ein italienischer Historienmaler.

## Leben
Celentano erhielt seine erste künstlerische Ausbildung bei Luigi Stabile und studierte ab 1850 bei Camillo Guerra und Paolo Falciani an der Accademia di Belle Arti in Neapel. Er studierte zudem klassische und romantische Literatur. Im Jahr 1851 debütierte er als Historienmaler mit Un inutile pentimento, einem Gemälde, bei dem er sich an einem Motiv aus dem Werk Battaglia di Benvento des Schriftstellers Francesco Domenico Guerrazzi (1804–1873) orientierte. Seit 1852 war er ein Schüler von Giuseppe Mancinelli und beschäftigte sich mit der Aktmalerei. Domenico Morelli riet ihm nach Rom zu gehen und er begab sich 1854 dorthin, um in den dortigen Kirchen und Museen Skizzen anzufertigen. Er kam dort auch bald mit dem Umfeld der Nazarener um den deutschen Maler Friedrich Overbeck in Berührung und es entstanden puristisch geprägte Gemälde wie S. Stanislas morente (1854) und Seppellimento di S. Stefano dopo il martirio.
1855 hielt sich Celentano in Florenz auf, wo er Bekanntschaft mit den Malern des Künstlerzirkels „Caffé Michelangelo“ machte. Von ihnen übernahm er eine realistisch-positivistische Darstellung der Perspektive, von Licht und Hintergrund. Er beschäftigte sich jedoch weiterhin mit der Historienmalerei. Nach seiner Rückkehr nach Rom im Jahr 1856 verwendete er die Fotografie für Lichtstudien. Er reiste nach Venedig, wo er das Interno di caffe a Venezia malte, des eine Szene aus dem zeitgenössischen Lebens abbildete.
Er Nahm im Jahr 1861 mit dem Bild Il consiglio dei Dieci an der ersten nationalen Ausstellung in Florenz teil. Er hatte auch einige Porträts angefertigt, darunter eines von Domenico Morelli. In S. Onofrio in Rom wurde
Im Jahr 1863 starb Celentano im Beisein seiner Künstlerfreunde Guglielmo de Sanctis, Cesare Fracassini und Paolo Mei. Auf deren Anregung hin wurde an seinem Geburtshaus in Neapel eine Gedenktafel angebracht. Nach seinem Tod wurde er in der Kirche Sant’Onofrio al Gianicolo in Rom beigesetzt in der eine bronzene Denkmalbüste Celentano errichtet wurde. Sein Bruder Luigi veröffentlichte 1883 seiner Briefe und Tagebuchaufzeichnungen unter dem Titel Notizie e Lettere intime di Bern. C und sein Neffe Pasquale Lubrano-Celentano verfasste eine Denkschrift Bern. Celentano über ihn, die 1893 Neapel herausgegeben wurde.

## Werke (Auswahl)

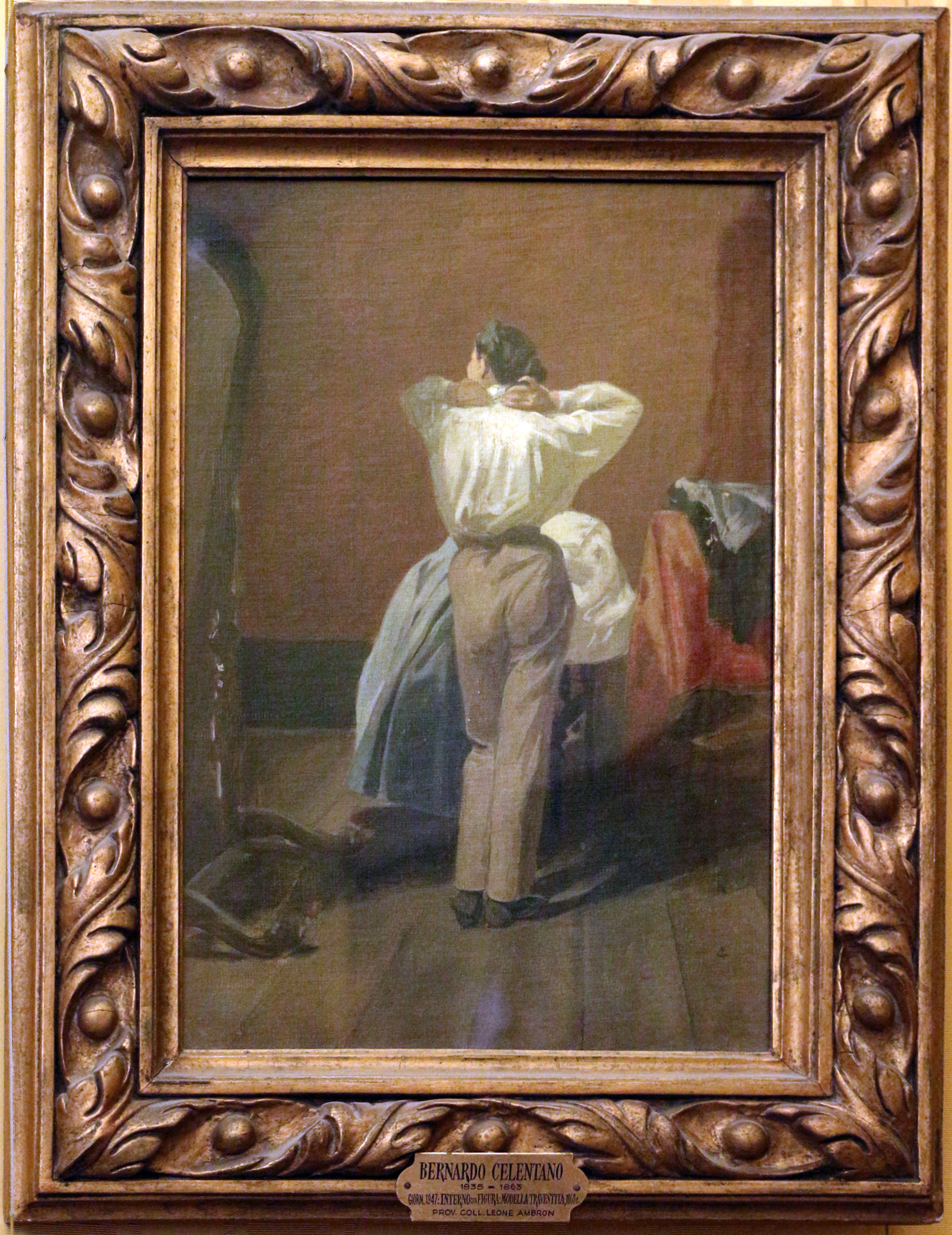
Interno con figura, modella travestita

Celentano galt als einer der größten Künstler der realistischen Historienmalerei. Seine nachgelassenen Werke wurden von seinem Bruder Luigi Celentano der Galleria Nazionale d’Arte Moderna gestiftet.
- 1851: II Conte di Caserta oder Un inutile pentimento
- Begräbnis des hl. Stephanus
- Communion des hl. Stanislaus
- Benvenuto Cellini bombardiere in Castel S. Angelo
- S. Francesco Saverio al Giappone
- 1855: II seppellimento di S. Stefano
- 1860: Il consiglio dei dieci (Einzug der Ratsherren in den Hof des Dogenpalastes zu Venedig)
- Tasso infermo di mente a Bisaccia (unvollendet)

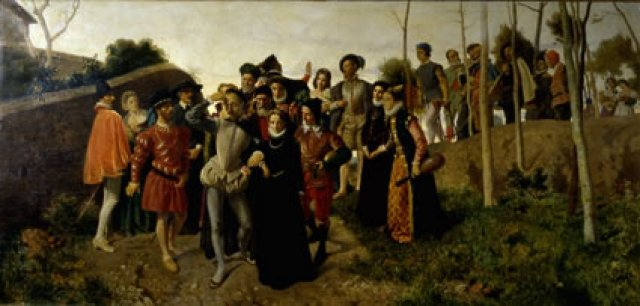
Il Tasso infermo a Bisaccia
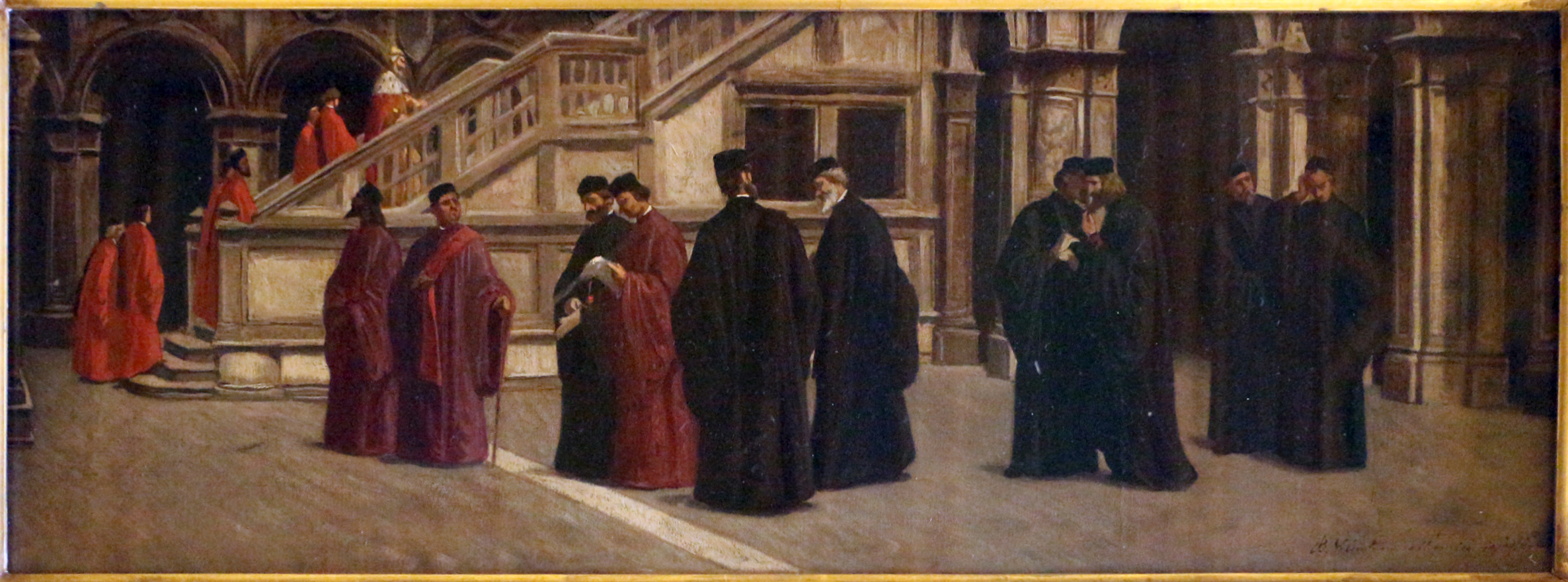
Il consiglio dei dieci
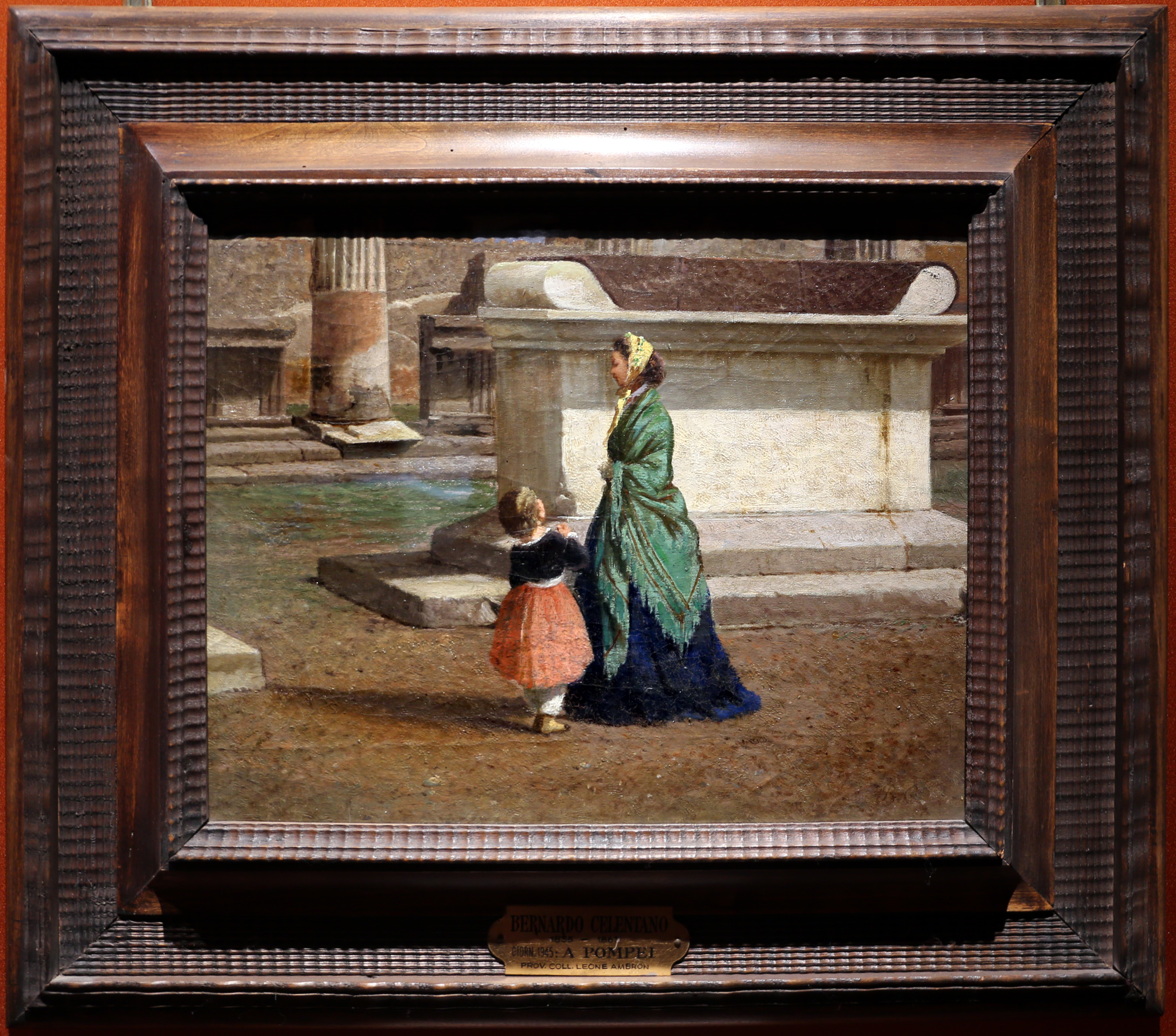
A pompei